# U 338 (Kriegsmarine)
De U 338 was een VIIC-type U-boot van de Duitse Kriegsmarine tijdens de Tweede Wereldoorlog. Hij stond onder commando van kapitein-luitenant-ter-zee Manfred Kinzel.
Op 17 maart 1943 viel hij als eerste en enige U-boot, die door het escorte kon breken, het konvooi SC-122 aan. Op dat tijdstip werd konvooi HX-229 eveneens aangevallen. Deze succesvolle U-bootaanvallen duurden van 16 tot 20 maart 1943.

## Geschiedenis
De "Sturmer-gruppe" en de elf U-boten van de "Dränger-gruppe", die nog steeds noordwaarts koersten in de hoop het konvooi te onderscheppen dat de "Raubgraf-gruppe" al zulke verliezen had toegebracht, stuitten door toeval op het langzame konvooi SC-122. Diens positie was al doorgeseind door de U 653, die zelf echter met machineschade huiswaarts moest keren.
Dit konvooi dat 120 zeemijl voor het Halifax-konvooi uitvoer, telde op 16 maart nog slechts 53 schepen, aangezien twee schepen naar New York terug gestoomd waren en zes andere schepen beschutting hadden gezocht in Halifax toen een zware westerstorm opstak.
Het konvooi SC-122 was beter beschermd dan HX-229: het escorte bestond uit twee torpedobootjagers, vijf korvetten en één fregat.
Die nacht slaagde het escorte erin de Duitse aanval af te slaan, behalve voor de U 338 onder bevel van commandant Manfred Kinzel, die begon met twee keer twee torpedo's te lanceren op de voorzijde van de zevende colonne.
De eerste twee torpedo's troffen de Kingsbury en de King Gruffydd.
Beide vrachtschepen zonken binnen een uur. De beide anderen torpedo's troffen allebei het Nederlandse stoomschip SS Alderamin, dat eveneens in de golven verdween. De U 338 maakte toen rechtsomkeert en lanceerde een hektorpedo op het commandoschip van het konvooi, de Glenapp.
De torpedo liep onder de Glenapp door, passeerde schepen van de negende, tiende en elfde colonne en trof ten slotte de Fort Cedar Lake, die even later in de golven verdween.
17 maart 1943 - Pas door rapporten van U-boten die op 17 maart binnenkwamen, kwam groot-admiraal Dönitz erachter dat beide konvooien waren gelokaliseerd en aangevallen. Liever dan een van de U-boten een speciaal doel aan te duiden, gaf Dönitz ze in deze verwarrende situatie allemaal toestemming doelen aan te vallen die hen het beste uitkwamen.
Maar intussen hadden B-24 Liberators van bases in IJsland en Noord-Ierland het langzame konvooi bereikt en in de uren dat het nog licht was, werden alle boten, op een na, gedwongen te duiken en achter te blijven. Slechts Manfred Kinzel met zijn U 338 kon contact houden.
18 maart 1943 - De volgende dag slaagde Manfred Kinzel erin het stoomschip Granville tot zinken te brengen. Maar konvooi HX-229 was nog niet binnen bereik van de lange-afstandbommenwerpers en was daarnaast uit konvooi-formatie geslagen na de paniek van die eerste nacht, hetgeen de escorterende oorlogsbodems ernstig hinderde. De aanval op konvooi HX-229 duurde de hele dag en de James Oglethorpe en de William Eustis, die beide al beschadigd waren en brandden, werden uiteindelijk tot zinken gebracht door de U 91.
De U 338 stuurde vervolgens het Britse stoomschip Coracero naar de zeebodem, en de U 631 kelderde het Nederlandse stoomvrachtschip Terkoelei.
Dit konvooi passeerde nu dezelfde wateren als het langzame konvooi gedurende de nacht had gepasseerd, en diverse koopvaardijschepen die zonder bemanning ronddreven, werden tot zinken gebracht. Het was dit soort van dubbele aanval (koopvaardijschepen die als vernietigd werden opgegeven, zowel door de U-boten die de eerste treffers plaatsten als door de boten die ze uiteindelijk tot zinken gebracht hadden), die maakte dat het totale aantal schepen, dat bij een aanval op een konvooi als vernietigd werd opgegeven, sterk overdreven werd.

## GebeurtenisU 338
De U 338 had als bijnaam de 'Wild Onager' (wilde ezel) door een samenloop van omstandigheden tijdens een incident. Zijn eerste torpedering gebeurde onvrijwillig. Men lanceerde per abuis een hektorpedo en trof een sleepboot die daarop zonk.
De U 338 nam dit embleem aan, met een 'stampende ezel' erop. Dit werd het kenmerk van het 29. Unterseebootsflottille in de Middellandse Zee.
Een B-17 Flying Fortress (Squadron 206/F) doodde de Obersteuermann (eerste stuurman) Paul Trefflich en verwondde 3 man tijdens een aanval waarbij de U-boot schade opliep.
22 maart 1943 - Een Britse Halifax-vliegtuigbommenwerper (Squadron 502/B) werd door het luchtafweergeschut van de U 338 neergehaald.

## Ondergang
De U 338 kwam op de vermistenlijst, in de Noord-Atlantische Oceaan, op 20 september 1943, in een vermoedelijke positie 57° 0′ 0″ NB, 30° 0′ 0″ WL. Er was geen verklaring voor zijn verdwijning. (51 doden).
De U 338 rapporteerde voor de laatste maal op 20 september 1943 van positie 57° 20′ 0″ NB, 30° 0′ 0″ WL, gedurende operaties tegen konvooi ON-202 en ONS-18.

## Hoe het gebeurde
20 september 1943 - Na middernacht kwam de aanval op konvooi ONS-18 pas goed op gang. Na het verlies van de U 669 en U 341 begonnen de overgebleven zeventien U-boten ook het snellere konvooi ON-202, inlopend op konvooi ONS-18, aan te vallen.
Konvooi ON-202 bevond zich slechts enkele zeemijlen verder naar het noorden.
Dat konvooi werden de eerste verliezen toegebracht.
Overeenkomstig de bevelen van Dönitz gingen de U-boten eerst de escorteschepen te lijf. Het duurde niet lang of HMS Lagan, een Brits fregat, moest naar huis terugkeren met zware schade door een akoestische torpedo. Vervolgens werden twee vrachtschepen gekelderd.
Vroeg in de morgen van 20 september, brachten B-24 Liberators uit IJsland de U 338 tot zinken. De U 338 werd eveneens door een akoestische torpedo, gelanceerd door een van de B-24 Liberators, tot zinken gebracht. Want juist toen het U-bootwapen meende het antwoord gevonden te hebben op de technische superioriteit van de vijand, kwamen de geallieerden met hun eigen versie van dezelfde idee.
Bovendien waren zij de Duitsers wéér een slag voor geweest. Ze hadden erop gerekend dat de Duitsers ook dit type torpedo zouden ontwikkelen en hadden net zo lang gezocht tot ze een afweermiddel hadden gevonden.
Dit bleek van een verrassende eenvoud te zijn. Ze sleepten een geluid-producerende machine achter het schip aan. Aangezien dat méér geluid maakte dan de scheepsmotoren, reageerde de akoestische torpedo erop en explodeerde op veilige afstand van het schip. Maar die verfijnde uitvinding was toen nog niet in praktijk gebracht.

## Voorafgaand geregistreerd feit
(Laatste herziening door FDS/NHB gedurende oktober 1992). Gezonken op 20 september 1943, zuidwestelijk van IJsland, in positie 57° 40′ 0″ NB, 29° 48′ 0″ WL.
Een "Home"-(Fido)-torpedo van de Britse B-24 Liberator-vliegtuig (Squadron 120/F). Deze aanval was eigenlijk tegen de U 386. Die had geen schade opgelopen.